# Saint-Michel-sur-Loire
Pour les articles homonymes, voir Saint-Michel.
Saint-Michel-sur-Loire est une ancienne commune française du département d'Indre-et-Loire, dans la région Centre-Val de Loire.
Ses habitants sont appelés les Saint-michellois, Saint-michelloises.

## Géographie

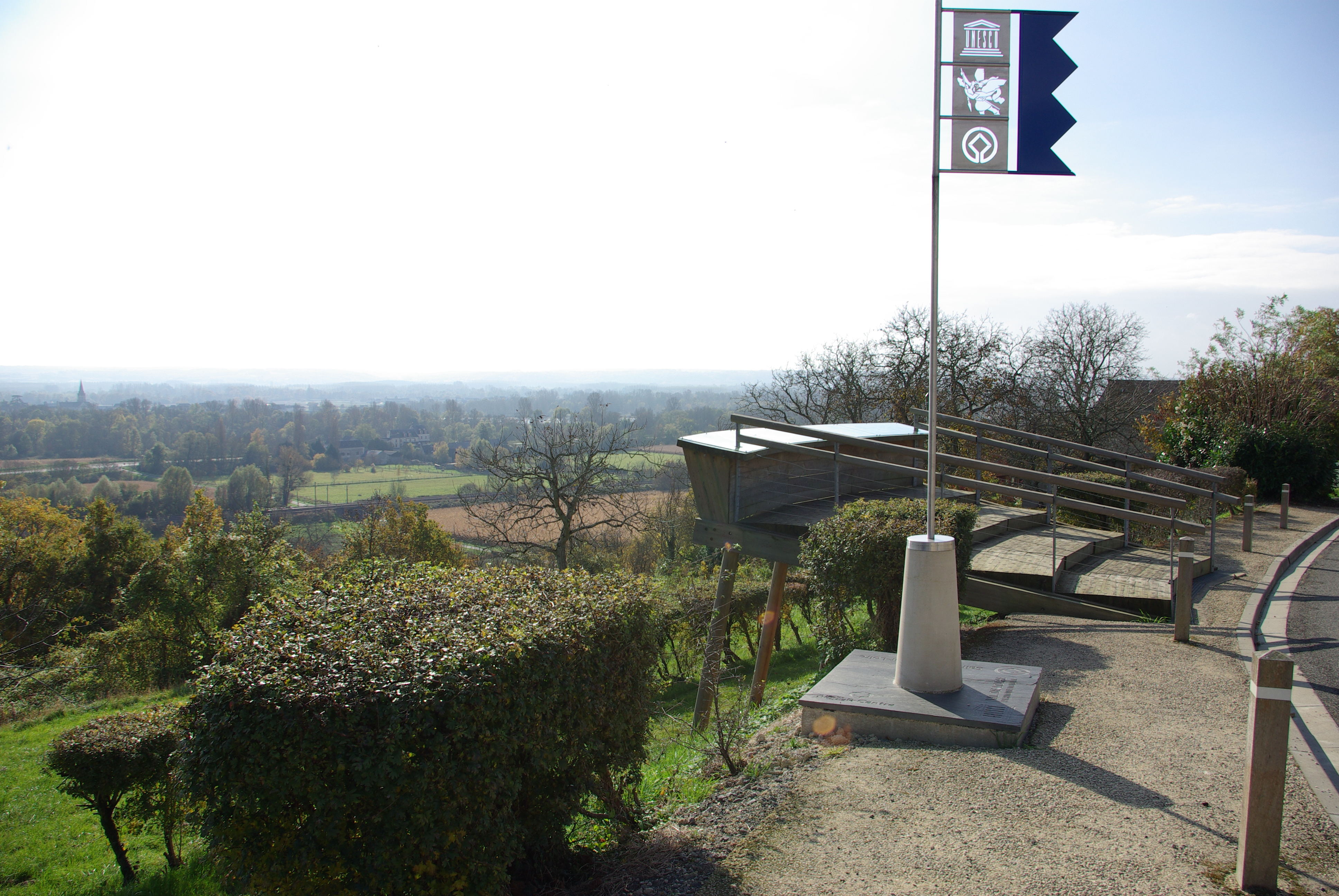
Vue panoramique et le girouet.

La commune de Saint-Michel-sur-Loire est située sur le coteau droit de la Loire entre Langeais et Saint-Patrice et face à Bréhémont de l'autre côté du fleuve.

## Histoire
Au cours de la Révolution française, la commune, alors nommée simplement Saint-Michel, porta provisoirement le nom de Mont-sur-Loire.
C'est en 1920 que fut ajouté le complément -sur-Loire.
Le 1er janvier 2017, elle est intégrée à la commune nouvelle de Coteaux-sur-Loire.

## Politique et administration
| Période                                  | Période          | Identité                | Étiquette | Qualité  |
| ---------------------------------------- | ---------------- | ----------------------- | --------- | -------- |
| 1851                                     | 3 octobre 1863   | César Auguste Bourillon |           |          |
| 1912                                     |                  | Paul Germain            |           |          |
| mars 2008                                | 2014             | Jean-Pierre Josse       |           |          |
| mars 2014                                | 31 décembre 2016 | Dominique Logeay        | SE        | Retraité |
| Les données manquantes sont à compléter. |                  |                         |           |          |

## Démographie
L'évolution du nombre d'habitants est connue à travers les recensements de la population effectués dans la commune depuis 1793. À partir du 1er janvier 2009, les populations légales des communes sont publiées annuellement dans le cadre d'un recensement qui repose désormais sur une collecte d'information annuelle, concernant successivement tous les territoires communaux au cours d'une période de cinq ans. 
Pour les communes de moins de 10 000 habitants, une enquête de recensement portant sur toute la population est réalisée tous les cinq ans, les populations légales des années intermédiaires étant quant à elles estimées par interpolation ou extrapolation. Pour la commune, le premier recensement exhaustif entrant dans le cadre du nouveau dispositif a été réalisé en 2004,.
En 2014, la commune comptait 679 habitants, en évolution de +10,59 % par rapport à 2009 (Indre-et-Loire : +2,63 %, France hors Mayotte : +2,49 %).
| 1793 | 1800 | 1806 | 1821 | 1831 | 1836 | 1841 | 1846 | 1851 |
| ---- | ---- | ---- | ---- | ---- | ---- | ---- | ---- | ---- |
| 643  | 686  | 691  | 755  | 808  | 820  | 852  | 833  | 807  |

| 1856 | 1861 | 1866 | 1872 | 1876 | 1881 | 1886 | 1891 | 1896 |
| ---- | ---- | ---- | ---- | ---- | ---- | ---- | ---- | ---- |
| 784  | 739  | 749  | 753  | 717  | 709  | 715  | 696  | 699  |

| 1901 | 1906 | 1911 | 1921 | 1926 | 1931 | 1936 | 1946 | 1954 |
| ---- | ---- | ---- | ---- | ---- | ---- | ---- | ---- | ---- |
| 671  | 651  | 650  | 565  | 573  | 509  | 502  | 474  | 537  |

| 1962 | 1968 | 1975 | 1982 | 1990 | 1999 | 2004 | 2009 | 2014 |
| ---- | ---- | ---- | ---- | ---- | ---- | ---- | ---- | ---- |
| 534  | 514  | 412  | 432  | 535  | 509  | 559  | 614  | 679  |

## Lieux et monuments
- Église Saint-Michel datant de 1866 mais dont la base de l'abside date du XIe siècle
- Châtelet et grange du XVe siècle, restes d'enceinte, c'est tout ce qu'il reste de l'ancien château. L'ensemble est inscrit aux monuments historiques.
- Un belvédère offrant une vue sur la vallée de la Loire a été construit en 2002. Il est doté d'une table d'interprétation. Il se situe en contrebas de l'église.
- Château de Planchoury (XVIIIe siècle), qui abrite une collection privée consacrée aux Cadillac avec plus de 80 modèles.
- Château de Montbrun (XXe siècle).
- Manoir de Banchereau (XVIIe siècle).
- Ruine de la Grange de l'Ile, ancien péage sur la Loire.
- Deux anciens moulins à aubes sur la Roumer, le moulin de Pont-Boutard et le moulin de la Guerche.
- Lavoir de Pont-Boutard.

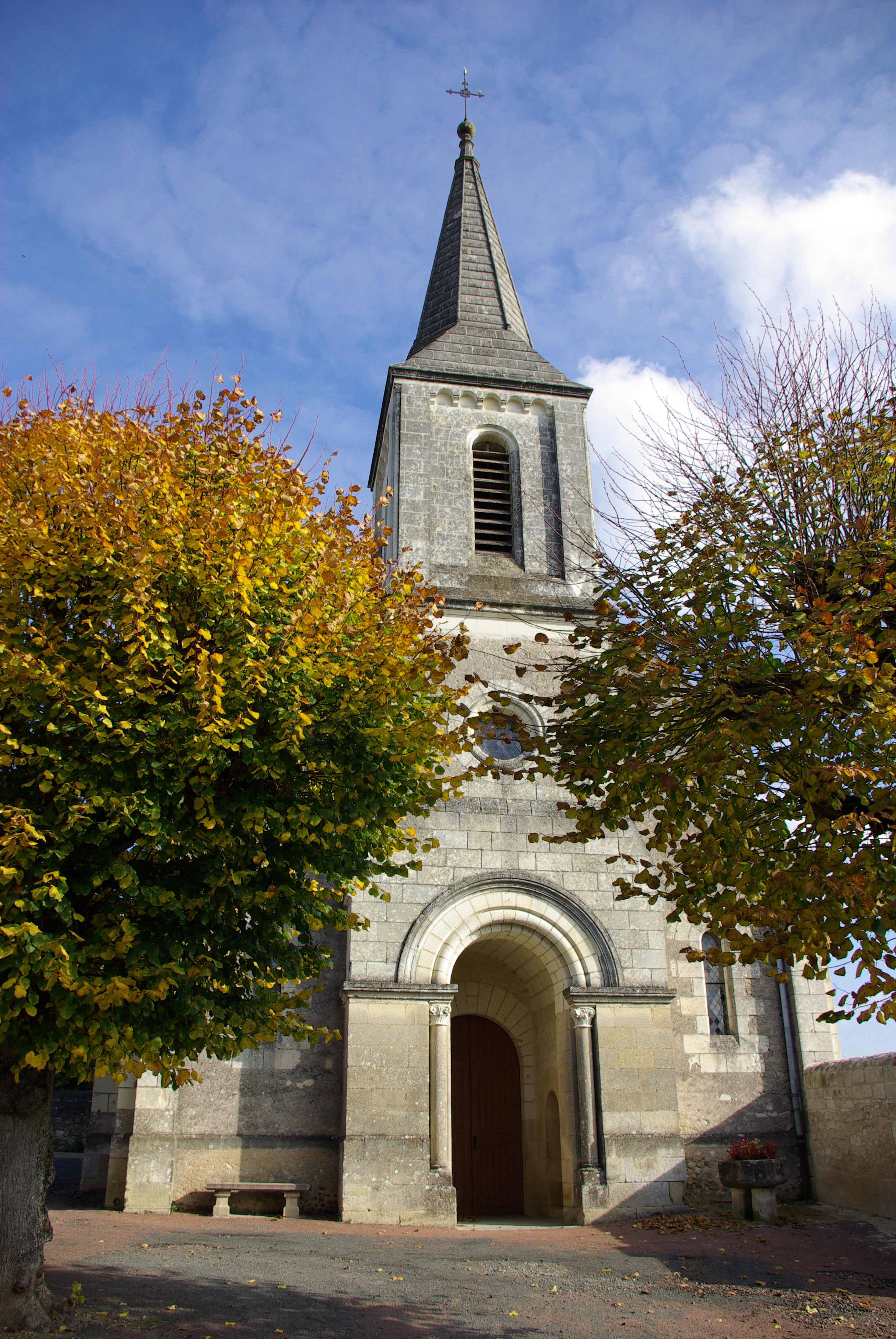
L'église
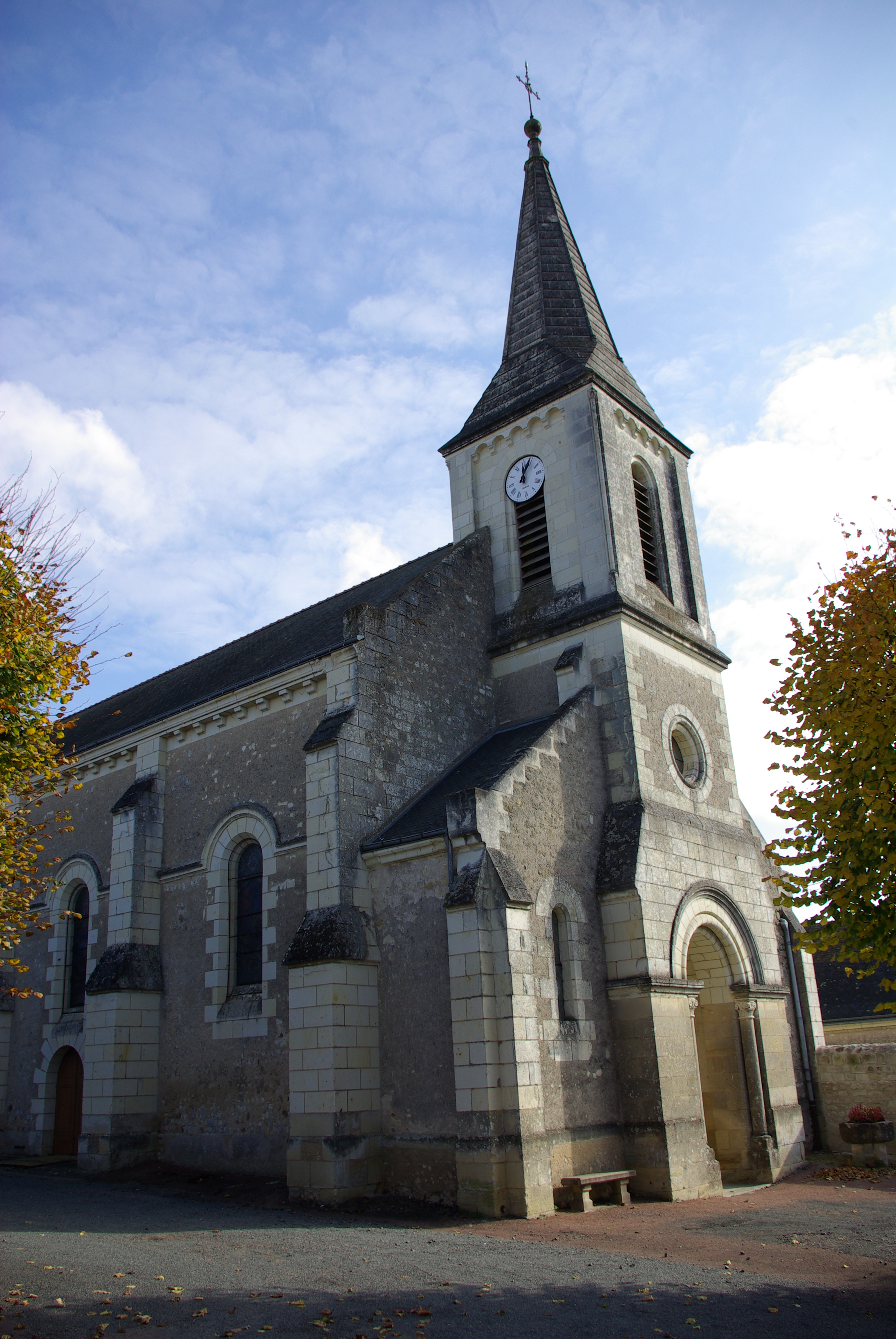
L'église
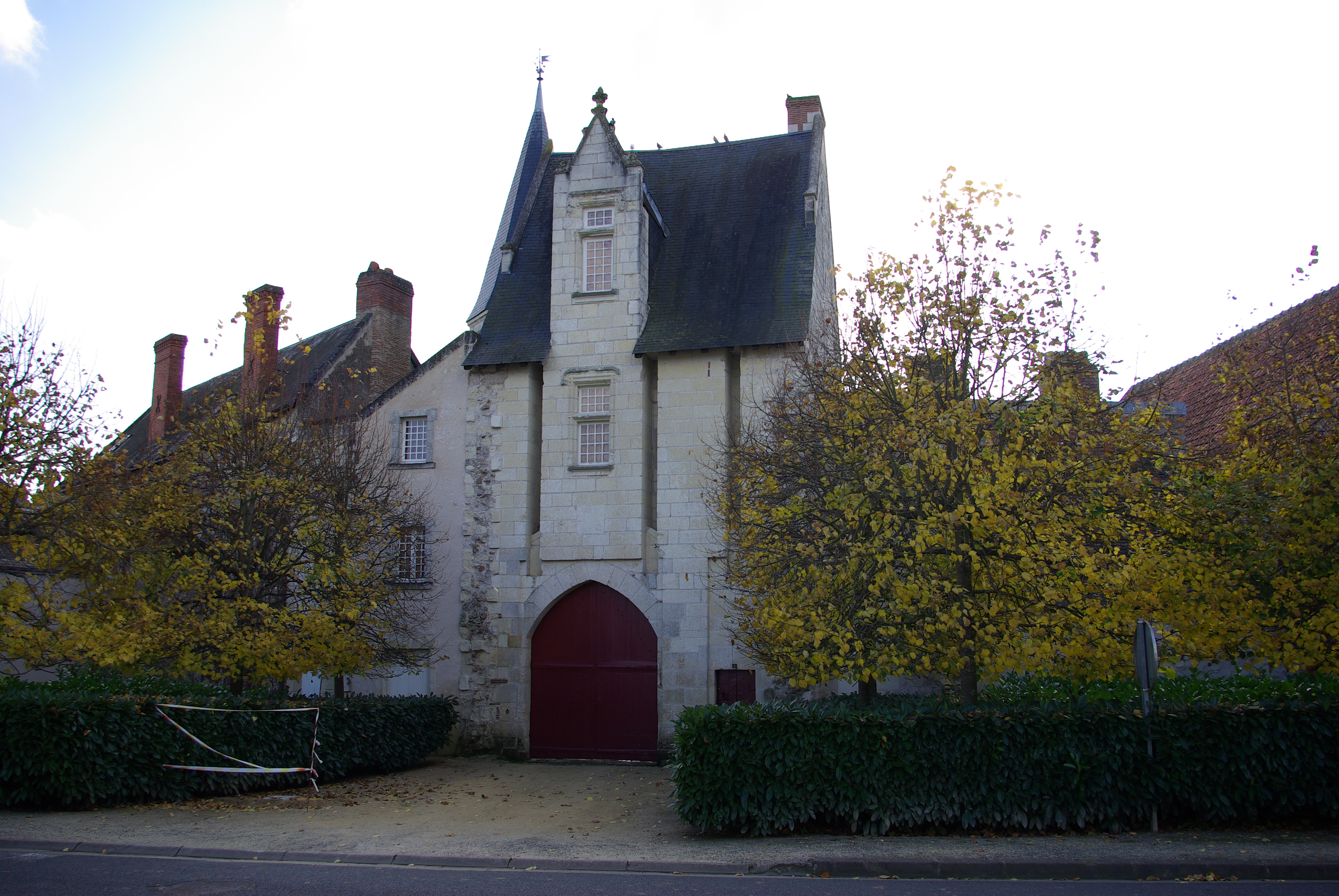
Le Châtelet

## Évènements
- Chaque année, le 29 septembre se tient la foire de Saint-Michel.

## Personnalités liées à la commune
- Léon Hodebert (1852-1914), peintre, y est né.